# Fondazione Piccolo America
La Fondazione Piccolo America è una fondazione italiana che si occupa prevalentemente di proiezioni di pellicole cinematografiche e salvaguardia dei cinema.
Nata nel 2012 nell'ambito dell'occupazione del Cinema America per contrastarne il progetto di demolizione, fu legalmente costituita nel 2014 come associazione e trasformata in fondazione nel 2022.
Nel corso degli anni ha promosso le iniziative Schemi Pirata e Il Cinema in Piazza, per la proiezione di film d'epoca in diversi luoghi simbolici di Roma. Ha inoltre curato il restauro del Cinema Troisi, che gestisce direttamente dal 2021.

## Storia
In seguito all'annuncio della demolizione del Cinema America a Trastevere chiuso nel 1999, dopo diversi incontri coi residenti del rione un gruppo di giovani decise di occupare la storica sala cinematografica il 13 novembre 2012. Dopo due anni di occupazione il gruppo, che nel frattempo aveva ottenuto l'apposizione di vincolo culturale all'edificio, è stato sgomberato su richiesta della proprietà.
Ad una settimana dallo sgombero il gruppo ha registrato l'Associazione Piccolo Cinema America, ottenendo in comodato d'uso gratuito da alcuni residenti della zona un ex forno accanto al cinema dismesso. Parallelamente la neonata associazione ha portato avanti diverse iniziative per proiezioni cinematografiche gratuite, prima in piazza di San Cosimato a Trastevere e poi in altri siti della città.
Nel 2016 l'associazione si è aggiudicata il Cinema Induno, ribattezzato Cinema Troisi, che è stato poi riaperto il 21 settembre 2021 dopo i lavori di ristrutturazione. Il cinema nel suo primo anno di apertura ha registrato oltre 60000 presenze, vincendo il Biglietto d'Oro come monosala con più spettatori d'Italia, nell'ambito dell'iniziativa Giornate Professionali di Cinema promossa da ANEC e ANICA.
Nel 2022 l'associazione è stata trasformata in fondazione.

## Attività

### Il Cinema in Piazza
Il Cinema in Piazza è un'iniziativa che prevede la proiezione serale gratuita di film d'epoca in diversi spazi, tra cui piazza di San Cosimato a Trastevere, il Casale della Cervelletta a Tor Sapienza e il Parco di Monte Ciocci a Valle Aurelia.
La prima edizione si tenne nel 2014 in piazza di San Cosimato, con la proiezione del film Uomini contro (1970) di Francesco Rosi, su ispirazione delle iniziative previste per l'Estate romana; l'iniziativa ottenne il plauso dell'allora Presidente della Repubblica Giorgio Napolitano e alla proiezione fu presente anche il ministro per i beni e le attività culturali e per il turismo Dario Franceschini. Nel 2018, con la messa a gara per la concessione della piazza da parte del comune, a cui l'associazione non prese parte in segno di protesta, l'iniziativa si è espansa, andando a toccare, oltre alla piazza, anche il Porto turistico di Roma a Ostia, il liceo Kennedy, il Parco di Monte Ciocci e il Casale della Cervelletta.
Durante le proiezioni sono stati presenti numerosi ospiti italiani, tra cui Nanni Moretti, Carlo Verdone, Claudio Bigagli, Francesca Archibugi, Luca Marinelli, Massimo Ghini, Paolo Virzì, Sabrina Ferilli, Paolo Sorrentino, Valerio Mastandrea, e non, come Cristian Mungiu, Kiyoshi Kurosawa, Lav Diaz, Paweł Pawlikowski e Wes Anderson.